# Pure Trading
Pure Trading ist ein alternatives Handelssystem in Kanada und bietet Handels- und Marktdatendienste für an kanadischen Börsen notierte Emissionen an.

## Geschichte
Der alternative Markt wurde 2004 als vollwertige Börse anerkannt und nahm 2007 den Handel auf. Betreiber der Börse ist CNSX Markets, Inc. Pure Trading bietet einen wettbewerbsorientierten Auktionsmarkt mit hoher Kapazität und geringer Latenz sowie einer wettbewerbsfähigen Gebührenstruktur. Pure Trading basiert auf dem X-stream-Handelssystem, einer von NASDAQ OMX lizenzierten und für den kanadischen Markt angepassten Technologie. Der vollautomatische Handelsplatz arbeitet vor und nach Handelsbeginn mit Zeitpriorität, sucht aber zuerst nach Überschneidungen. Unbeabsichtigte Überschneidungen werden je nach Zeitpriorität als aktiv oder passiv eingestuft und im Rahmen des kontinuierlichen Auktionsmarktes entweder mit einer Gebühr oder einem Rabatt belegt. Die aktive Handelsseite – der Liquiditätsnehmer – erhält eine Gebühr, während die passive Handelsseite – der Liquiditätsgeber – einen Rabatt erhält. Das Canadian Depository for Securities (CDS) übernimmt Clearing und Abwicklung über das Continuous Net Settlement System.